# زغمونت الأول
زغمونت الأول العجوز (وُلد في كوجنيدزا في 1 يناير 1467 وتوفي في كراكوفيا في 1 أبريل 1548)، كان ملك بولندا ودوق لتوانيا الأكبر من سلالة ياغلون من عام 1506 حتى وفاته في 1548. في وقت سابق، تم تتويجه دوقًا على سليزيا.
كان زغمونت الأول الابن الرابع للملك كازيمير الرابع وإليزابيث هابسبورغ ابنة الملك ألبرت الثاني ملك المجر وكرواتيا. خلف شقيقه ألكسندر ياغيلون الذي توفي في 20 يونيو 1506 دون أن يترك وريثًا.
كان زغمونت الأول ملكًا ناجحًا، وراعيًا عظيمًا للفنون. عزز السيادة البولندية على حساب بروسيا وضم دوقية مازوڤا إلى الدولة البولندية، مما ساعد في تأمين ثروة البلاد وتقوية الدولة والمجتمع. 
أصبح زغمونت الأول منذ عام 1499 الحاكم العسكري للوساتيا، وحاكمًا لجميع سيلزيا في عام 1504. وفي وقت لاحق، قام بإجراء إصلاحات قضائية وإدارية نقلت الدولة البولندية إلى العصر الحديث والمعاصر.

تأثر زغمونت الأول بزوجته، حيث جلب الفنانين الإيطاليين إلى بولندا وأثرى ثقافتها، مشجعًا على تطويرها بتأثير من النهضة الإيطالية. على الرغم من كونه كاثوليكيًا متدينًا، فقد أظهر تسامحًا مع اليونانيين الأرثوذكس وحافظ على حقوق اليهود. وفي البداية كان معارضًا للوثرية، أحد المذاهب المسيحية، إلا أنه استسلم أمام سرعة انتشارها في البلاد.

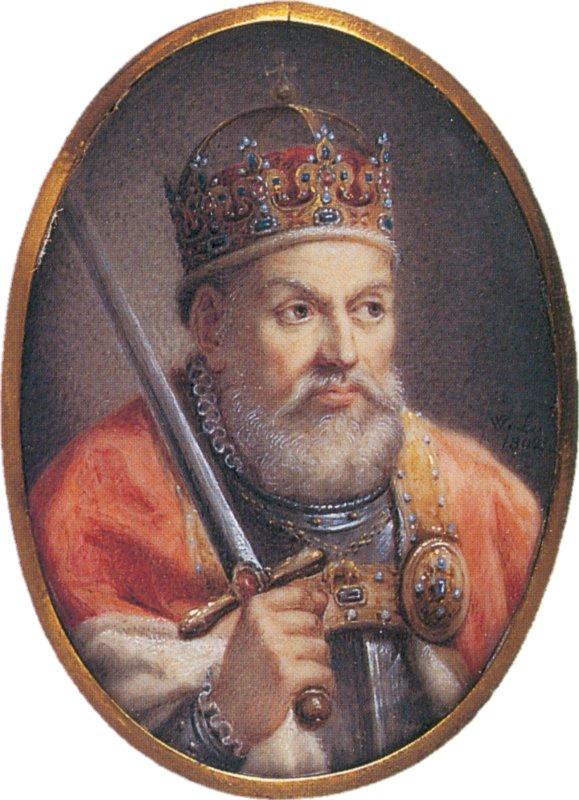
زغمونت الأول

## معرض صور

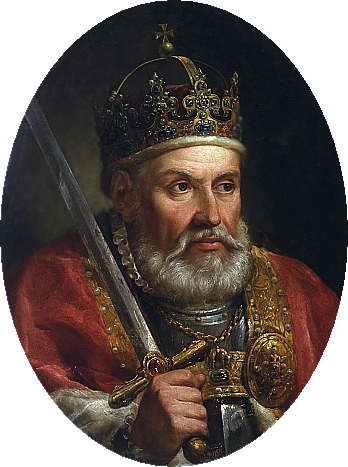
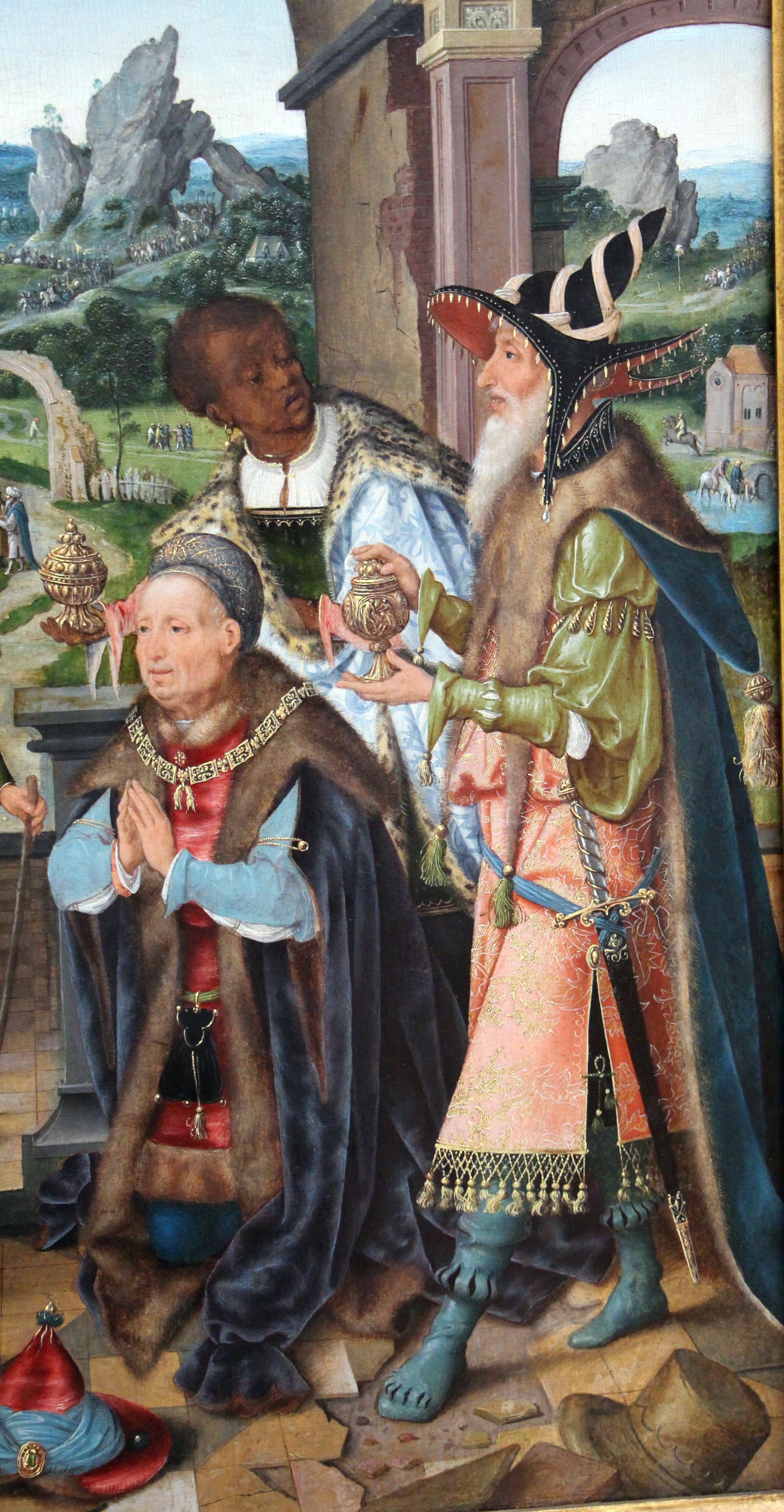
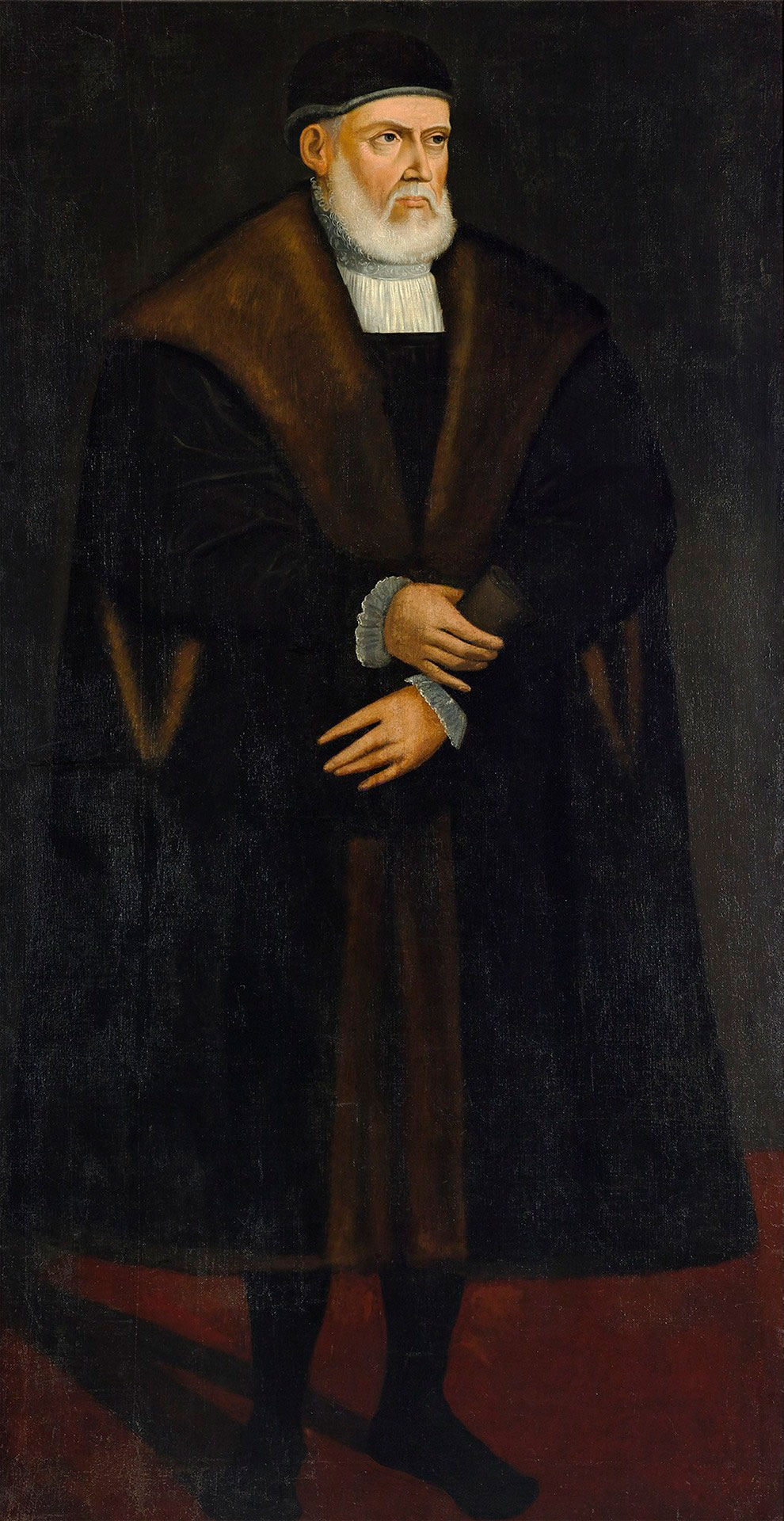
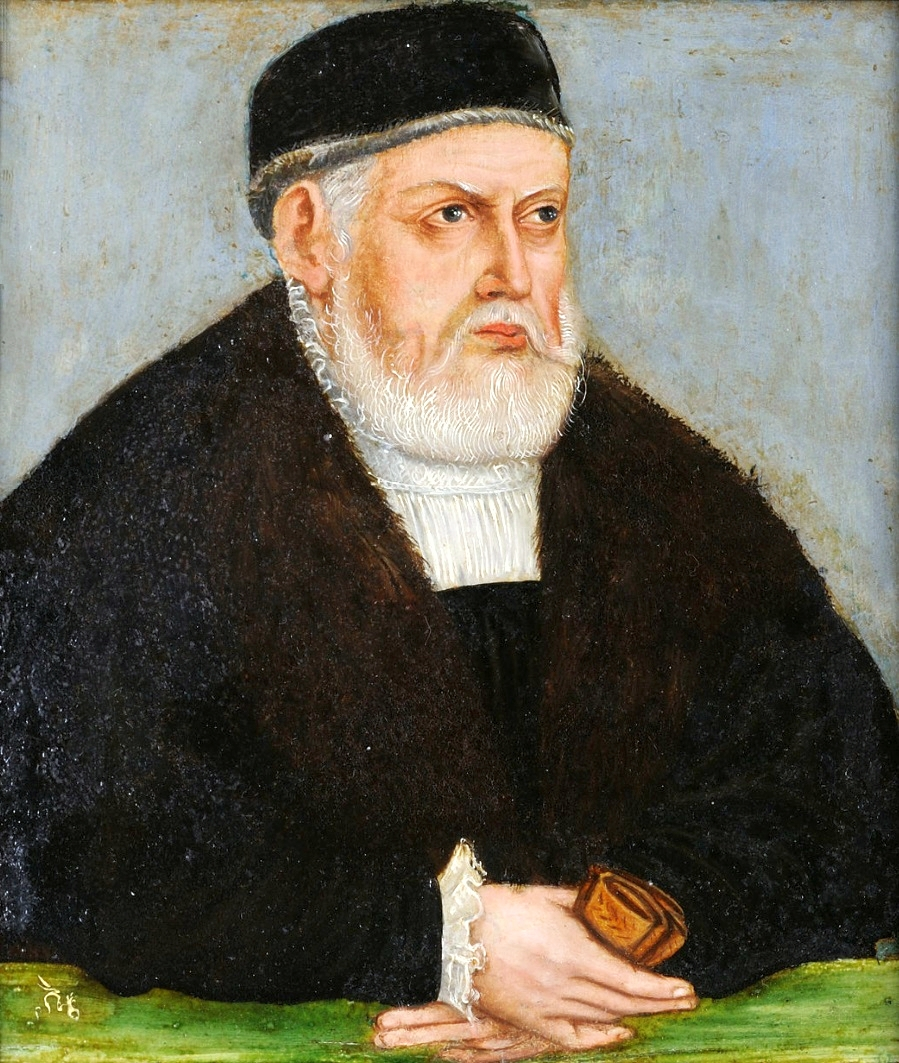